# Departamento de Sargento Cabral
Departamento de Sargento Cabral är en kommun i Argentina.   Den ligger i provinsen Chaco, i den nordöstra delen av landet, 900 km norr om huvudstaden Buenos Aires. Antalet invånare är 15 030. Arean är 1,7 kvadratkilometer.
Terrängen i Departamento de Sargento Cabral är mycket platt.
Omgivningarna runt Departamento de Sargento Cabral är huvudsakligen savann. Runt Departamento de Sargento Cabral är det glesbefolkat, med 10 invånare per kvadratkilometer.